# Borgerhout/Groen-Wit
Koninklijke Borgerhout/Groen-Wit Korfbalclub is een Belgische korfbalclub uit Borgerhout (zaal) en Deurne (veld).

## Geschiedenis
De club, bijgenaamd "De Zebra's", werd in 2010 opgericht als gevolg van de fusie tussen Groen-Wit en Borgerhout KC. Ze draagt stamnummer 25, dewelke ze overnam van Borgerhout KC. De fusieclub komt sinds haar ontstaan uit in de hoogste klasse van zowel het zaal- als het veldkorfbal. 
In 2022 won de club de Beker van België. In de finale wonnen De Zebra's met 28-19 van Voorwaarts. Het daaropvolgende seizoen behaalden ze dubbel (Beker van België en veldkampioen).

## Palmares
| Aantal | Titel            | Editie                    |
| ------ | ---------------- | ------------------------- |
| 1x     | Landstitel zaal  | 2023-24                   |
| 1x     | Landstitel veld  | 2022-23                   |
| 3x     | Beker van België | 2021-22, 2022-23, 2023-24 |

### Individuele prijzen
Korfballer van het jaar
- Jarni Amorgaste (2018)

## Bekende (ex-)spelers
- Jarni Amorgaste
- Kian Amorgaste
- Nienke Daelman
- Jarrett De Vriendt
- Christoph Hellemans
- Britt Saey
- Ellen Saey